# Ковалёв, Алексей Фёдорович
Алексей Фёдорович Ковалёв (1913—1987) — лейтенант Советской Армии, участник Великой Отечественной войны, Герой Советского Союза (1944).

## Биография
Алексей Ковалёв родился 23 марта 1913 года в селе Токаревка (ныне — Двуречанский район Харьковской области Украины). После окончания семи классов школы работал в колхозе. В 1935—1937 годах проходил службу в Рабоче-крестьянскую Красную Армию. Демобилизовавшись, работал на родине в районном потребсоюзе. В мае 1941 года Ковалёв был повторно призван в армию. С июня того же года — на фронтах Великой Отечественной войны. Принимал участие в боях на Западном, Резервном, Брянском, Юго-Западном, Южном, Северо-Кавказском, Закавказском, 2-м Прибалтийском и 1-м Белорусском фронтах. За время войны пять раз был ранен.
К июлю 1944 года старший сержант Алексей Ковалёв командовал орудием 1083-го стрелкового полка 312-й стрелковой дивизии 69-й армии 1-го Белорусского фронта. Отличился во время освобождения Белорусской ССР и Польши. 18 июля 1944 года, ведя бой на подступах к Западному Бугу, Ковалёв лично уничтожил вражеский танк. Во время форсирования реки он переправился на западный берег одним из первых. 20 июля 1944 года на плацдарме в районе населённого пункта Дорохуск в 22 километрах к востоку от Хелма Ковалёв лично уничтожил 3 самоходных артиллерийских установки и группу вражеских солдат.
Указом Президиума Верховного Совета СССР от 25 сентября 1944 года за «образцовое выполнение боевых заданий командования на фронте борьбы с немецкими захватчиками и проявленные при этом мужество и героизм» старший сержант Алексей Ковалёв был удостоен высокого звания Героя Советского Союза с вручением ордена Ленина за номером 19535 и медали «Золотая Звезда» за номером 3055.
В 1945 году Ковалёв окончил курсы младших лейтенантов. В августе 1946 года в звании лейтенанта он был уволен в запас. Проживал сначала на родине, где работал председателем сельсовета и бухгалтером в колхозе. С 1953 года проживал в городе Лисичанске Луганской области, где работал ревизором на комбинате «Луганскуголь», экономистом-контролёром в тресте «Лисичанскхимнефтестрой». Скончался 30 ноября 1987 года, похоронен в Лисичанске.
Был также награждён орденами Отечественной войны 1-й и 2-й степеней, двумя орденами Красной Звезды, рядом медалей.